# Santa Efigênia de Minas
Santa Efigênia de Minas è un comune del Brasile nello Stato del Minas Gerais, parte della mesoregione della Vale do Rio Doce e della microregione di Guanhães.